# Герб Слобідки-Глушковецької
Герб Слобідки-Глушковецької — офіційний символ села Слобідка-Глушковецька Ярмолинецького району Хмельницької області, затверджений 2 липня 2018р. рішенням №12 сесії сільської ради. Автори -  П.Б.Войталюк, К.М.Богатов, В.М.Напиткін.

## Опис
Щит розтятий зеленим і п'ять разів перетятий хвилясто лазуровим і срібним. В першій частині шість золотих слив, дві, одна, дві, одна; на синіх смугах золоті протиобернені риби. Щит вписаний у декоративний картуш і увінчаний золотою сільською короною. Унизу картуша напис "СЛОБІДКА-ГЛУШКОВЕЦЬКА". 

## Символіка
Герб означає садівництво і багатство водних ресурсів.